# Diego Meléndez de Valdés
Diego Meléndez de Valdés (Zamora, 1446 - Roma, 27 de diciembre de 1506) fue sucesivamente obispo de Salamanca (1483-1491), Astorga (1493-1494) y Zamora (1494-1506).

## Biografía
Era hijo de Rodrigo Valdés, guarda de Juan II y falconero mayor de Enrique IV, procurador en Cortes por Zamora en 1449, y de Mariana de Porres y Sotomayor.
Fue encargado por los Reyes de España de gestionar ante el papado el nombramiento del candidato real al obispado de Salamanca, pero en vez de cumplir su encargo consiguió que el papa le nombrase a él mismo como obispo. De resultas de ello, los reyes paralizaron todos los nombramientos papales de nuevos obispos, enfrentamiento que se mantuvo durante años, puesto que los Reyes Católicos también luchaban con la costumbre de nombrar obispos que no iban a sus diócesis y cobraban las rentas (grupo al que pertenecía Meléndez), hasta cierto punto apoyados por la Santa Sede. 
Su ocupación principal fue ser mayordomo del papa Alejandro VI. Falleció en Roma, y fue enterrado en la capilla de San Ildefonso, que él mismo había fundado en 1501, en la Iglesia de Santiago de los Españoles. Cuando esta iglesia fue desafectada, a finales del siglo XIX fue trasladado a la Iglesia de Santa María de Montserrat de los Españoles.
| Predecesor: Rafael Sansoni Riario | Obispo de Salamanca 1483? - 1491 | Sucesor: Hernando de Talavera |
| Predecesor: Juan Ruiz de Medina   | Obispo de Astorga 1493 - 1494    | Sucesor: Juan de Castilla     |
| Predecesor: Diego de Deza         | Obispo de Zamora 1494 - 1506     | Sucesor: Antonio de Acuña     |

- Datos: Q5806387